# Ahmadou Ahidjo
Ahmadou Babatoura Ahidjo (24 de agosto de 1924 - 30 de novembro de 1989) foi presidente dos Camarões de 1960 até 1982, tendo exercido também a função de primeiro-ministro em 1960 no processo de independência do país. Foi sucedido por Paul Biya.